# Давид Дисипат
Давид Дисипат (ум. 1347 или 1354) – монах, богослов, ученик Григория Паламы. Выступал против учения Варлаама Калабрийского и Григория Акиндина.

## Биография
О дате рождении Давида Дисипата ничего неизвестно. Происходил Давид из фамилии аристократов, которая была связана с династией Палеологов. До монашества Давид занимался политикой и проводил свое время в императорском дворце Константинополя.  Будучи в Фессалониках, Давид познакомился с Варлаамом Калабрийским, а затем с Григорием Акиндином. Варлаам и Акиндин резко выступили против практики исихазма, которой придерживались многие монахи и в том числе Григорий Палама. Давид явился на собор 1341 года, где он поддержал Григория. На соборе было утверждено богословие исихазма Григория Паламы и осуждено учение Варлаама, Акиндина и его сторонников. После окончания собора, Давид покинул пределы Константинополя, и начал писать сочинения против учения Варлаама и Акиндина. В 1343 году Давид написал книгу «Против стихов Акиндина», а в 1346 году, по просьбе Анны Савойской, написал «Историю вкратце о том, как от начала возникла скверная ересь Варлаама и Акиндина».
В 1347 году монах Давид скончался, хотя некоторые исследователи относят дату его смерти к 1354 году.

## Труды
Монаху Давиду Дисипату принадлежит несколько сочинений полемического характера:
1. «Против стихов Акиндина»
2. «Слово о кощунствах Варлаама и Акиндина, посланное господину Николаю Кавасиле»
3. «История вкратце о том, как от начала возникла лукавая ересь Варлаама и Акиндина»
4. «О еже не впасти в ересь Варлаама и Акиндина, кир Давида мниха и философа изложение»